# Marchas cocaleras en Colombia de 1996
Las Marchas cocaleras en Colombia de 1996 fueron unas movilizaciones que se presentaron entre julio y septiembre de 1996, en el sur de Colombia generaron enfrentamientos entre los manifestantes y la Fuerza Pública (Fuerzas Militares y Policía Nacional) y culminaron con negociaciones entre líderes cocaleros y el gobierno de Ernesto Samper (1994-1998). Al mismo tiempo que se presentaban las marchas y movilizaciones sociales (las más fuertes en Colombia, desde 1988), las Fuerzas Armadas Revolucionarias de Colombia - Ejército del Pueblo (FARC-EP) incrementaron sus ataques en el sur del país. Estas manifestaciones se desarrollaron principalmente en Caquetá, Putumayo y Guaviare.

## Antecedentes y causas
El movimiento de campesinos cocaleros de Colombia, desarrollo paros y marchas desde 1994.
En 1996, Colombia era el primer productor de coca en la región andina.
Las causas de las marchas cocaleras fueron:
- La expedición del decreto 0717 del 18 de abril de 1996,[4] con el cual se expidió el Decreto 0871 del 19 de mayo de 1996, creando la Zona Especial de Orden Público compuesta por los departamentos del Guaviare, Vaupés, Meta, Vichada y Caquetá.[5]
- Las fumigaciones con Glifosato,[6] Imazapir y Theburitiurom que afectan la biodiversidad amazónica y los cultivos legales.[7]

## Propuestas de los manifestantes
Las propuestas del movimiento de cocaleros fueron:
- La sustitución del cultivo de la coca con la participación y organización comunitaria.
- Realizar inversiones para la dotación de la infraestructura productiva, comercial, vial y de transporte, además de créditos e incentivos para la producción agropecuaria.[8]
- Ampliación de la cobertura de salud y educación, construcción de vías y de acueductos.[9]

## Consecuencias
De acuerdo con la Organización de las Naciones Unidas para la Alimentación y la Agricultura (FAO) y la Agencia Nacional de Tierras (ANT), las marchas cocaleras abrieron un espacio de interlocución con el Gobierno para dar vida jurídica a las Zonas de Reserva Campesina, a través del Decreto 1777 de 1996.
Se presentaron agresiones de la Fuerza Pública a la población civil denunciadas ante la Corte Interamericana de Derechos Humanos.

### Pacto de Orito
Se firmó el 20 de agosto de 1996, el Pacto de Orito (Putumayo), entre los líderes cocaleros y el gobierno colombiano representado por Eduardo Díaz Uribe. Las comunidades campesinas denunciaron el incumplimiento por el gobierno nacional de dicho pacto, por lo cual las comunidades retornaron al cultivo de coca. Y se continuaron las fumigaciones y la represión del gobierno.

### Plan Colombia y nuevas movilizaciones
El gobierno de Andrés Pastrana (1998-2002), suscribió el Plan Colombia con Estados Unidos contra el narcotráfico. Además se presentó el Plan Patriota y Consolidación durante los gobiernos de Álvaro Uribe (2002-2010)
En 1998, se presentaron nuevas marchas de cocaleros, además en 2006, se presentaron nuevas movilizaciones campesinas asociadas a las estrategias contra el cultivo de coca en Meta y Nariño. En 2009 y 2013, se registraron nuevas movilizaciones de cocaleros en la Región del Catatumbo (Norte de Santander).
En la actualidad continua el conflicto armado en la región y se desarrolla el Programa Nacional Integral de Sustitución de Cultivos Ilícitos (PNIS).